# Ignacy Mościcki
Ignacy Mościcki (1. prosince 1867 v Mierzanówě u Ciechanówa, Polsko – 2. října 1946 ve Versoix u Ženevy, Švýcarsko) byl polský vědec, politik a meziválečný prezident.

## Biografie
Ignacy Mościcki pocházel z majetné rodiny střední šlechty a studoval chemii na Technické univerzitě ve Vídni a Technické univerzitě v Rize. V roce 1912 se stal členem katedry chemie na univerzitě ve Lvově, kde pracoval až do roku 1922. Do roku 1926 napsal přes 60 vědeckých prací z oboru chemie, které mu přinesly mezinárodní uznání.
Po tzv. Květnovému převratu Józefa Piłsudského v květnu 1926, který zapříčinil odchod tehdejšího prezidenta Stanisłava Wojciechowského, byl Mościcki navržen maršálem Piłsudským (sám Piłsudski nabídku na post prezidenta odmítl) do funkce prezidenta. Tím byl také 1. června 1926 sejmem zvolen. Do roku 1935 zůstal Mościcki v politickém stínu maršála Piłsudského, bez toho, že by měl výrazný politický vliv.
Dne 23. dubna 1935 (19 dnů po Piłsudského smrti) vstoupila v platnost nová polská ústava, která prezidentovi dávala dalekosáhlé pravomoci (např. právo během války nebo výjimečného stavu nominovat svého nástupce). Ačkoliv všichni očekávali, že prezident Mościcki po nabytí platnosti nové ústavy odstoupí a budou se konat volby podle nových pravidel, Mościcki odstoupil nechtěl (jeho volební období končilo teprve v roce 1940).
Po Piłsudského smrti se vytvořila v Polsku dvě mocenská centra – skupina „zámek“ (pojmenovaná podle prezidentského sídla – královského zámku ve Varšavě) a skupina „oficírů“ okolo nového polského maršála Edwarda Rydz-Śmigłyho.
Polská porážka v září 1939 jej donutila k odstoupení. Nejprve uprchl do Rumunska, odkud v prosinci 1939 odcestoval do Švýcarska, kde také v roce 1946 zemřel. Z podnětu Lecha Wałęsy a Józefa Glempa byly ostatky v roce 1993 přeneseny do Polska a pohřbeny v kryptě katedrály sv. Jana ve Varšavě. Ostatky jeho manželky jsou pohřbeny na varšavském Powązkém hřbitově.
Na královském zámku byl v nedávné minulosti znovu postaven mobiliář z jeho pracovny.

## Vyznamenání
| Stát               | Stuha                                            | Název                                                | Datum udělení     |
| ------------------ | ------------------------------------------------ | ---------------------------------------------------- | ----------------- |
| Afghánistán        |                                                  | řetěz Nejvyššího řádu slunce                         |                   |
| Belgie             |                                                  | velkokříž Řádu Leopolda                              |                   |
| Brazílie           |                                                  | velkokříž Řádu Jižního kříže                         | 1935, 13. června  |
| Bulharsko          |                                                  | velkokříž Královského řádu za občanské zásluhy       | 1928, 10. března  |
| Bulharsko          |                                                  | velkokříž Královského řádu svatých Cyrila a Metoděje | 1928, 10. března  |
| Estonsko           |                                                  | Řád orlího kříže I. třídy                            | 1930, 6. června   |
| Estonsko           |                                                  | Řád bílé hvězdy I. třídy s řetězem                   | 1938, 26. října   |
| Estonsko           |                                                  | velkokříž Řádu estonského Červeného kříže            | 1935, 24. února   |
| Etiopské císařství |                                                  | Řád Šalomounův                                       |                   |
| Finsko             |                                                  | velkokříž Řádu bílé růže                             | 1930, 1. března   |
| Francie            |                                                  | velkokříž Řádu čestné legie                          |                   |
| Chile              |                                                  | velkokříž s řetězem Řádu za zásluhy                  | 1931, 4. dubna    |
| Írán               |                                                  | řetěz Řádu Pahlaví                                   | 1936, 23. září    |
| Italské království |                                                  | Řád zvěstování                                       |                   |
| Italské království | velkokříž Řádu svatého Mauricia a svatého Lazara |                                                      |                   |
| Italské království | velkokříž Řádu italské koruny                    |                                                      |                   |
| Japonsko           |                                                  | velkokříž Řádu chryzantémy                           | 1936, srpen       |
| Lotyšsko           |                                                  | velkokříž Řádu tří hvězd                             | 1929, 2. května   |
| Lucembursko        |                                                  | Nassavský domácí řád zlatého lva                     |                   |
| Maďarsko           |                                                  | velkokříž Záslužného řádu Maďarské republiky         | 1939, leden       |
| Monako             |                                                  | velkokříž Řádu svatého Karla                         |                   |
| Norsko             |                                                  | velkokříž s řetězem Řádu svatého Olafa               | 1936, listopad    |
| Polsko             |                                                  | velkodůstojník Řádu znovuzrozeného Polska            | 1924, 2. května   |
| Polsko             |                                                  | Kříž nezávislosti s meči                             | 1930, 6. prosince |
| Polsko             |                                                  | Zlatá Medaile za dlouholetou službu                  | 1938, 11. března  |
| Polsko             |                                                  | Čestný odznak polského Červeného kříže I. třídy      | 1935              |
| Portugalsko        |                                                  | velkokříž Řádu avizských rytířů                      |                   |
| Rumunsko           |                                                  | velkokříž Řádu Karla I.                              | 1929              |
| Řecko              |                                                  | velkokříž Řádu Spasitele                             | 1931, 17. května  |
| Srbské království  |                                                  | velkokříž Řádu hvězdy Karađorđe, vojenská divize     | 1937, 5. května   |
| Švédsko            |                                                  | rytíř Řádu Serafínů                                  | 1936, 29. května  |

## Fotogalerie

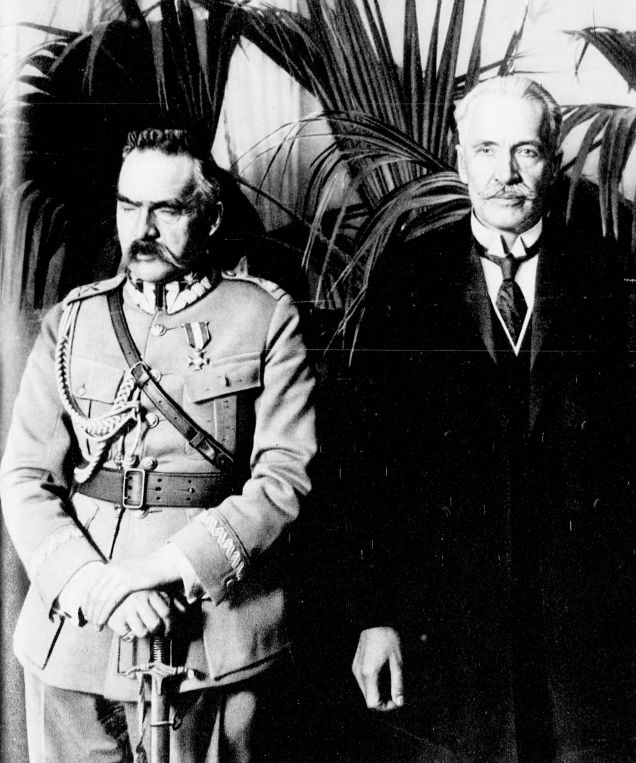
Zleva: J. Piłsudski a I. Moscicki (1926)
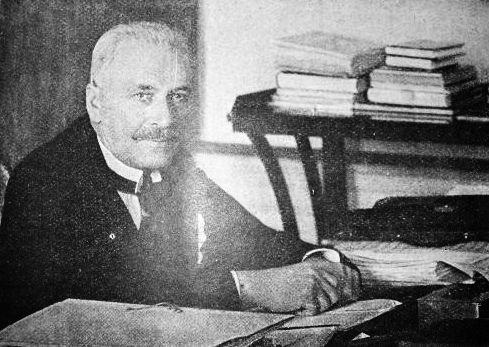
Ignacy Mościcki (1934)
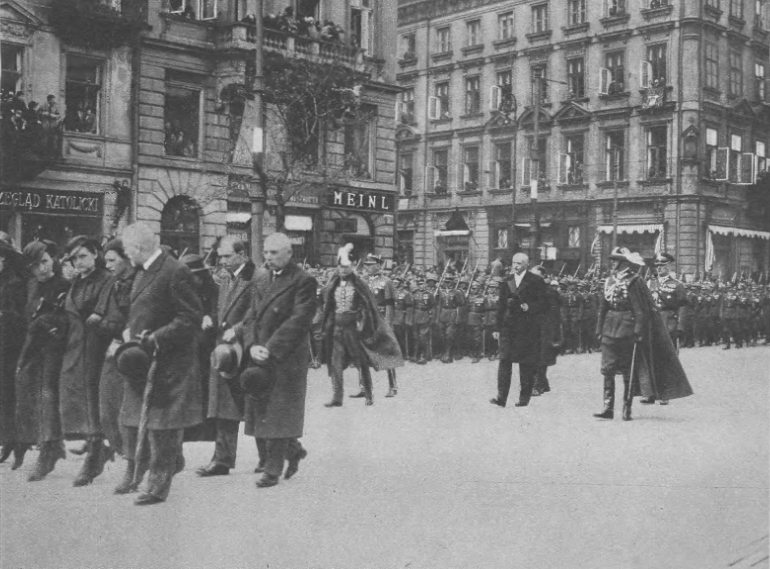
Prezident I. Mościcki při pohřbu J. Piłsudského (Varšava, 1935).
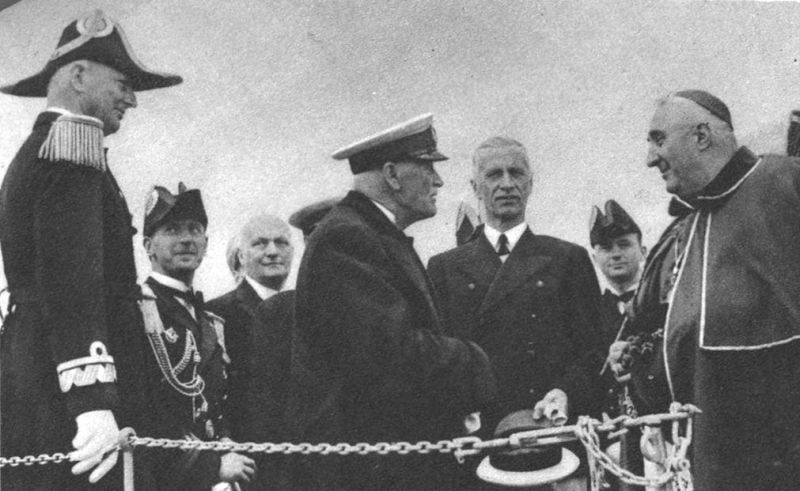
I. Mościcki v rozhovoru s biskupem Stanisławem Okoniewskim v Gdyni. Vlevo admirál Józef Unrug (1937).
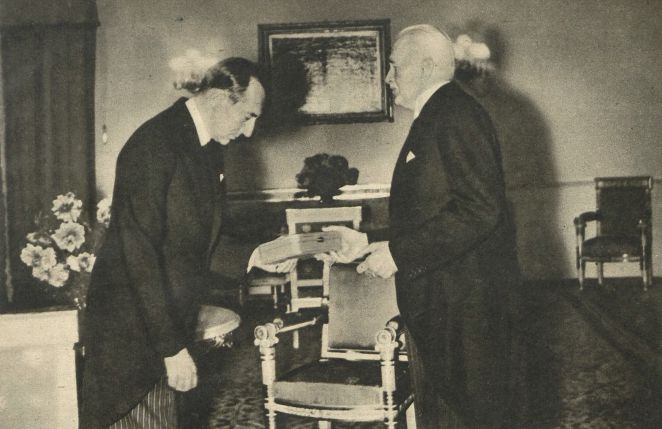
Prezident I. Mościcki při dekorování ministra zahraničních věcí J. Becka Řádem bílé orlice (1938).
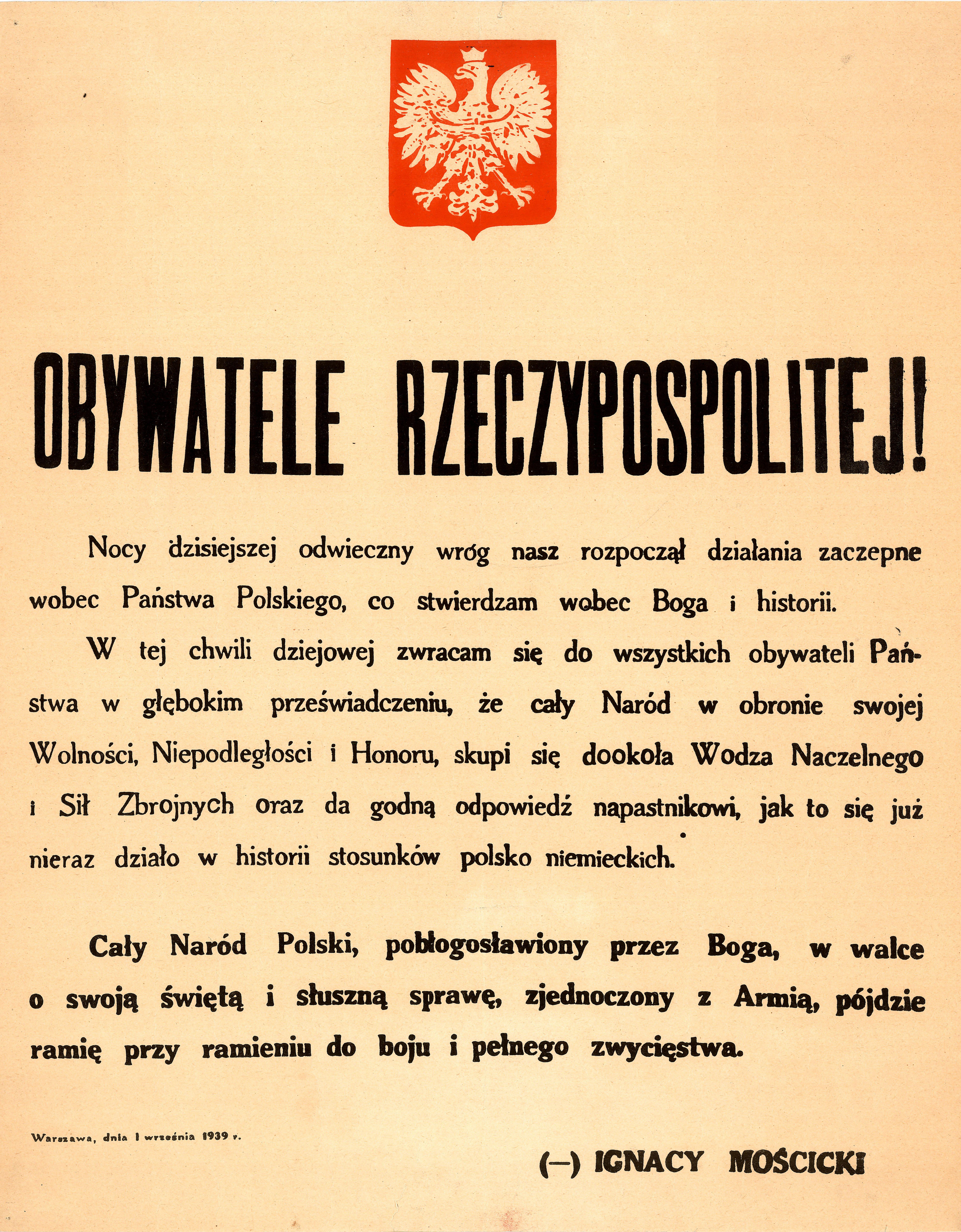
Prohlášení prezidenta I. Moścického (1. 9. 1939)
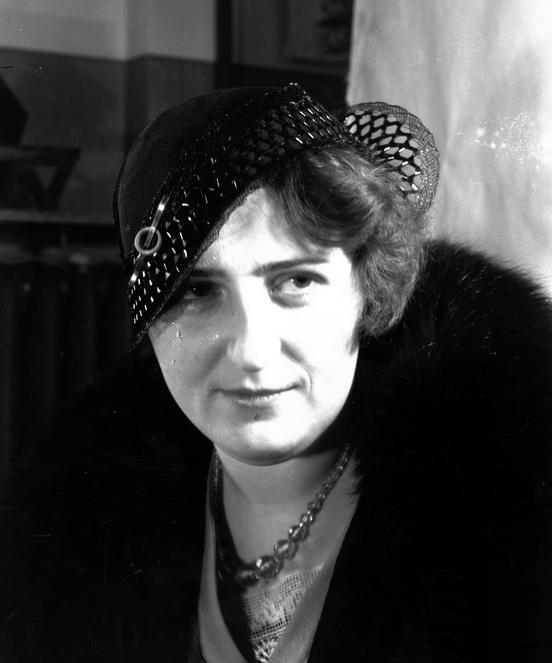
Maria Mościcka, jeho druhá manželka
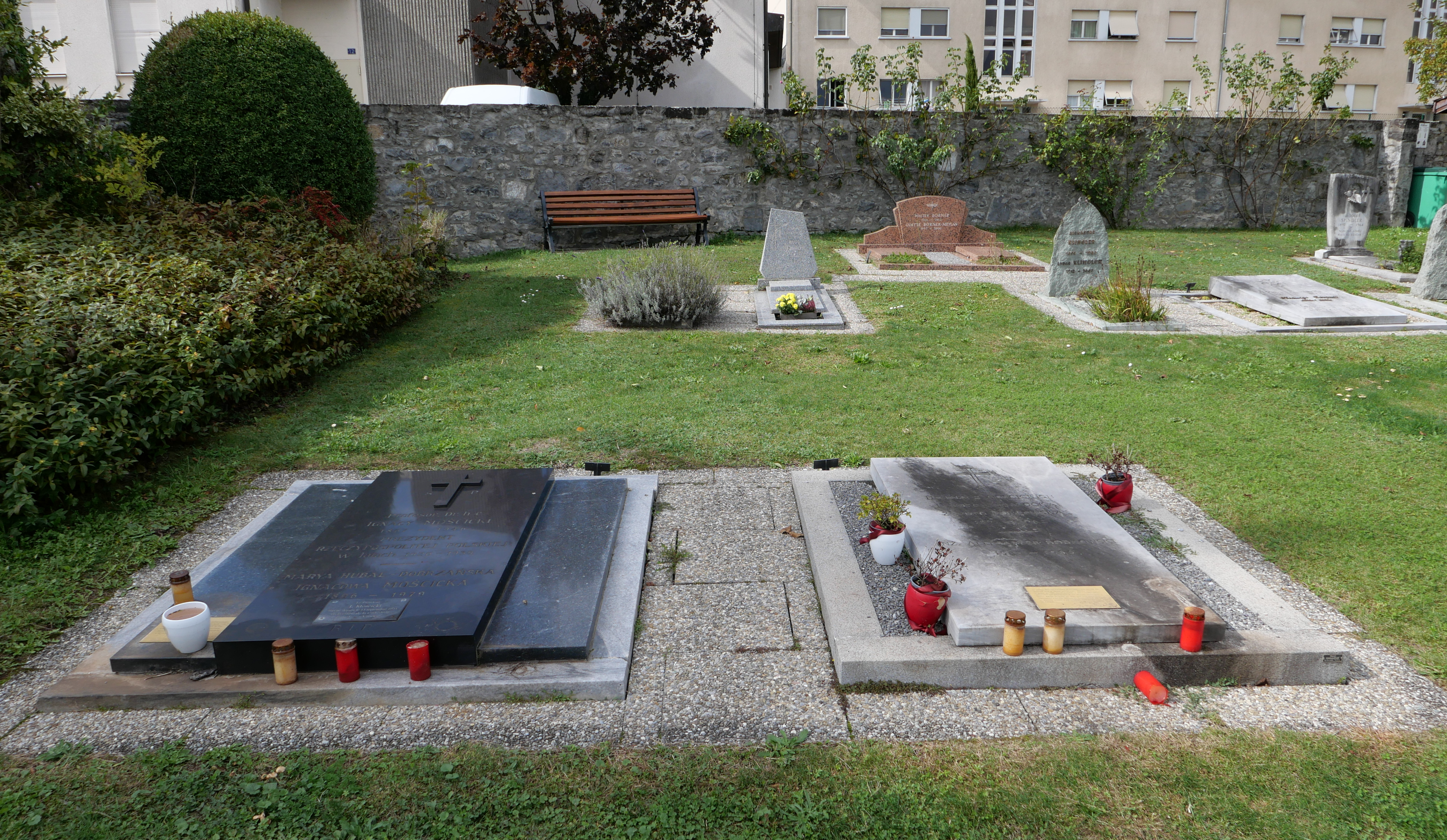
Bývalý hrob (vlevo) ve Versoix. Vpravo je bývalý hrob dcery Heleny a jejího manžela Aleksandera Bobkowského.
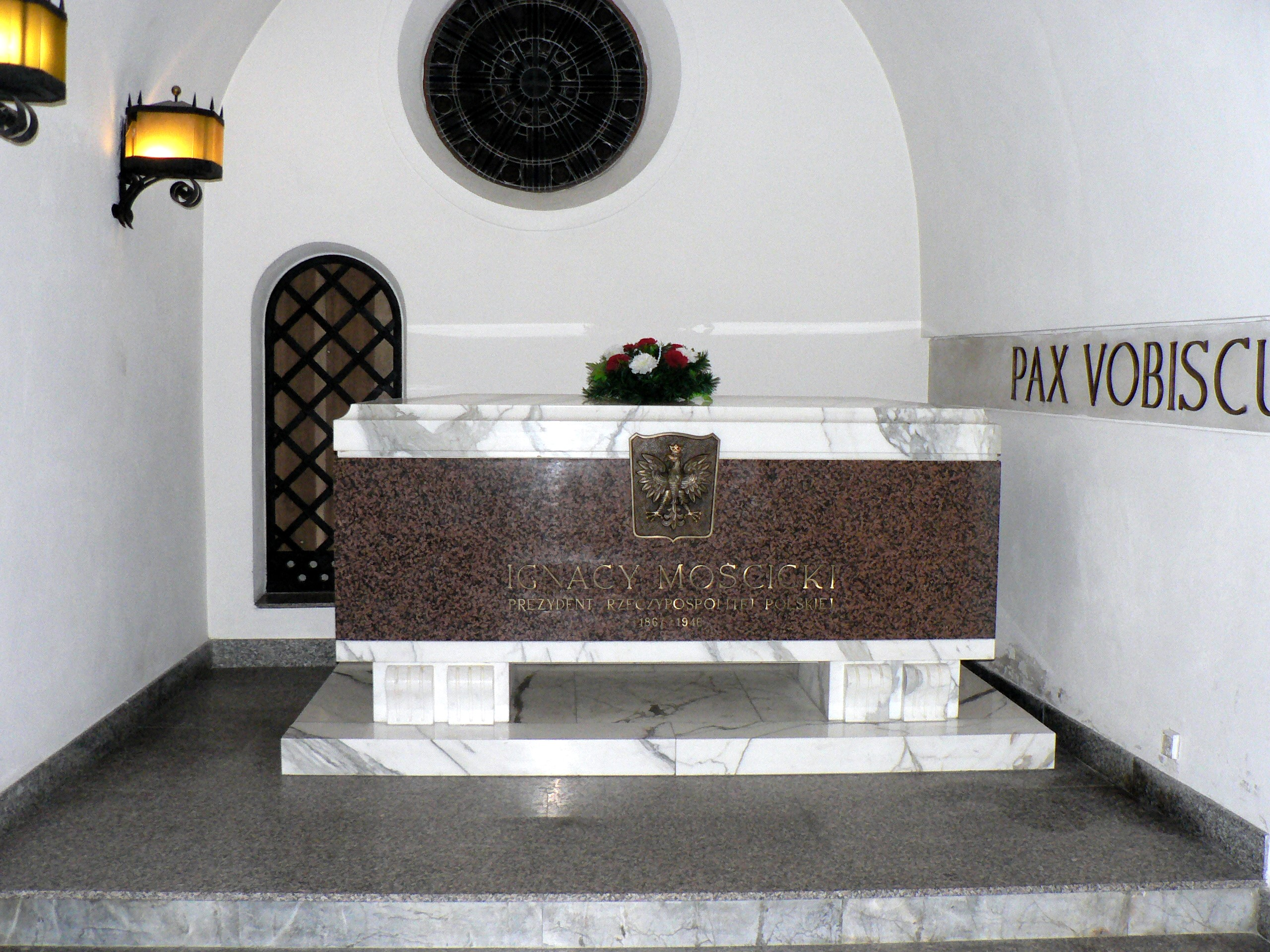
Sarkofág v kryptě katedrály sv. Jana ve Varšavě
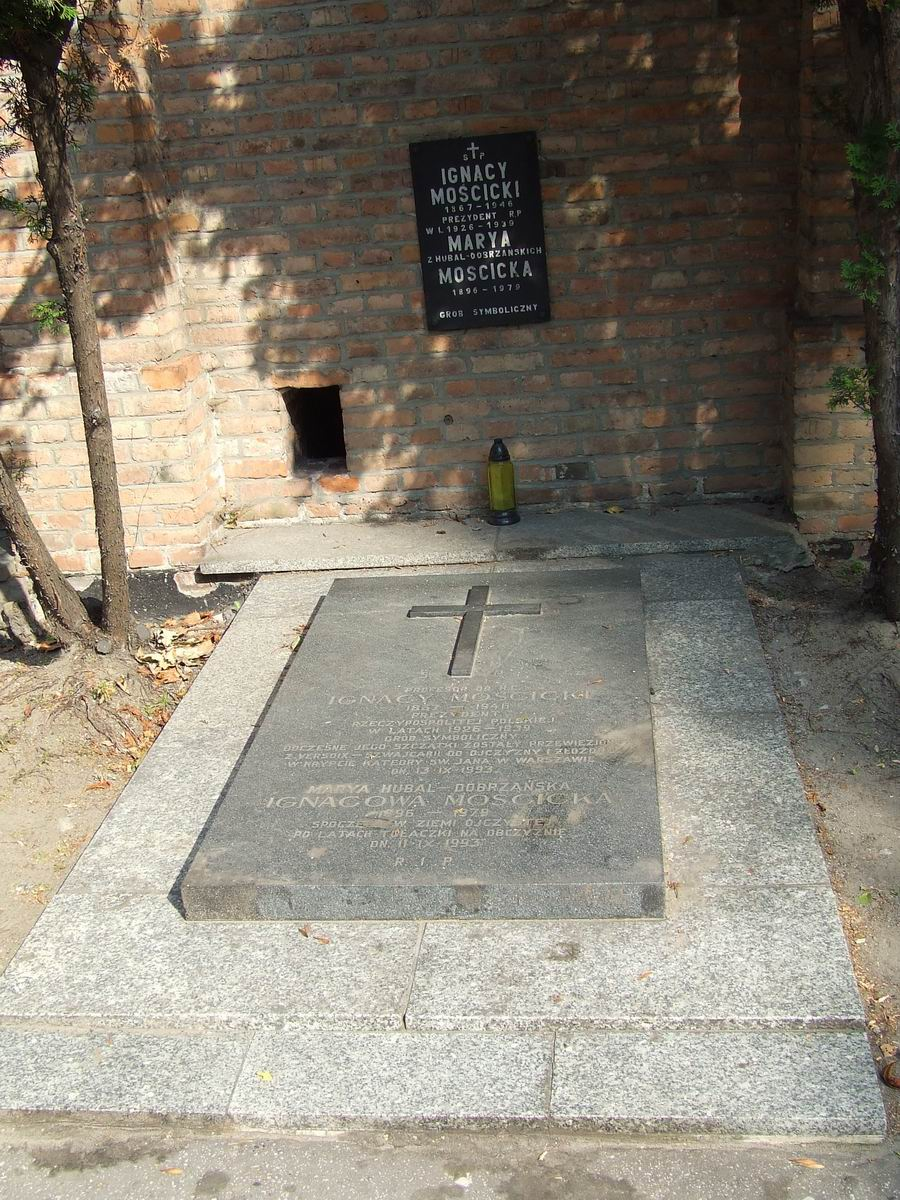
Hrob manželky Marie Moścické (1896-1979), roz. Dobrzańské, na varšavském hřbitově Stare Powązki.